# Pešurići
Pešurići (cyr. Пешурићи) – wieś w Bośni i Hercegowinie, w Republice Serbskiej, w gminie Rogatica. W 2013 roku liczyła 12 mieszkańców.